# Луїс Амаранто Переа
Не варто плутати з іншим захисником збірної Колумбії Луїсом Карлосом Переа
Луїс Амаранто Переа (ісп. Luis Amaranto Perea, нар. 30 січня 1979, Турбо) — колумбійський футболіст, захисник клубу «Крус Асуль».
Значну частину кар'єри провів у іспанському «Атлетіко», з яким став двічі вигравав Лігу Європи та одного разу Суперкубок УЄФА. Також протягом довгого часу є основним захисником національної збірної Колумбії.

## Клубна кар'єра
У дорослому футболі дебютував 2000 року виступами за «Індепендьєнте Медельїн», в якому провів чотири сезони, взявши участь у 63 матчах чемпіонату і вигравши у сезоні 2002 року національний чемпіонат (Фіналізасьон).
Протягом сезону 2003-04 років захищав кольори аргентинського клубу «Бока Хуніорс», у складі якого 2003 року став володарем Міжконтинентального кубка.
Своєю грою привернув увагу представників тренерського штабу іспанського «Атлетіко», до складу якого приєднався в червні 2004 року. Відіграв за мадридський клуб наступні вісім сезонів своєї ігрової кар'єри. 2008 року прийняв іспанське підданство. 2010 року у складі « матрацників» став володарем Ліги Європи та Суперкубка УЄФА, а 2012 року ще раз допоміг столичному клубу виграти другий за престижністю європейський трофей. Більшість часу, проведеного у складі «Атлетіко», був основним гравцем захисту команди.
До складу клубу «Крус Асуль» приєднався в червні 2012 року і вже на початку 2013 року виграв кубок Мексики (Клаусура). Наразі встиг відіграти за команду з Мехіко 51 матч в національному чемпіонаті.

## Виступи за збірну
20 листопада 2002 року дебютував в офіційних матчах у складі національної збірної Колумбії в товариській грі проти збірної Гондурасу.
Наступного року у складі збірної був учасником розіграшу Золотого кубка КОНКАКАФ 2003 року у США та Мексиці, куди Колумбія потрапила як запрошена збірна.
В подальшому у складі збірної був учасником розіграшу Кубка Америки 2007 року у Венесуелі та розіграшу Кубка Америки 2011 року в Аргентині,
Наразі провів у формі головної команди країни 74 матчі.

## Статистика виступів

### Статистика клубних виступів
Станом на травень 2012 року
| Сезон   | Клуб                     | Дивізіон            | Ігор | Голів |
| ------- | ------------------------ | ------------------- | ---- | ----- |
| 2000    | «Індепендьєнте Медельїн» | Категорія Прімера A | 18   | 0     |
| 2001    | «Індепендьєнте Медельїн» | Категорія Прімера A | 45   | 0     |
| 2002    | «Індепендьєнте Медельїн» | Категорія Прімера A | 44   | 0     |
| 2003    | «Індепендьєнте Медельїн» | Категорія Прімера A | 10   | 0     |
| 2003-04 | «Бока Хуніорс»           | Прімера Дивізіон    | 16   | 0     |
| 2004-05 | «Атлетіко»               | Ла Ліга             | 33   | 0     |
| 2005-06 | «Атлетіко»               | Ла Ліга             | 34   | 0     |
| 2006-07 | «Атлетіко»               | Ла Ліга             | 24   | 0     |
| 2007-08 | «Атлетіко»               | Ла Ліга             | 29   | 0     |
| 2008-09 | «Атлетіко»               | Ла Ліга             | 26   | 0     |
| 2009-10 | «Атлетіко»               | Ла Ліга             | 28   | 0     |
| 2010-11 | «Атлетіко»               | Ла Ліга             | 28   | 0     |
| 2011-12 | «Атлетіко»               | Ла Ліга             | 19   | 0     |

## Титули і досягнення
- Чемпіон Колумбії (1) : 2002 (Фіналізасьон)
- Чемпіон Аргентини (1) : 2003 (Апаратура)
- Володар Міжконтинентального кубка (1) : 2003
- Володар Кубка Інтертото (1) : 2007
- Переможець Ліги Європи (2) : 2010, 2012
- Переможець Суперкубка УЄФА (1) : 2010
- Володар Кубка Мексики (1) : 2013 (Клаусура)
- Переможець Ліги чемпіонів КОНКАКАФ (1) : 2014